# 紅白なんでも合戦
『紅白なんでも合戦』（こうはくなんでもがっせん）は、1966年11月17日から1969年2月13日まで日本テレビで放送されていた日本テレビ製作のバラエティ番組である。津村順天堂（現・ツムラおよびバスクリン）の一社提供。放送時間は毎週木曜 19:30 - 20:00 （日本標準時）。

## 概要
世の中の「なんでもできる人」計8人が男女2チームに分かれ、各々が得意とする芸で競いあっていた視聴者参加型の公開番組。両チームには、応援団長を含む4人の芸能人が応援団に付いていた。前番組『勝ち抜きしりとり歌合戦』から引き続き牧伸二を司会に起用し、彼の盟友である漫画家の富永一朗や佐々木久子を審査代表とし、富永、佐々木を含めた計10名が審査員を務めていた。また、後に声優として活躍するつかせのりこ（当時は塚瀬のり子名義）がホステスの1人として出演していた。
1968年6月20日放送分では「世界特殊楽器大会」と銘打ち、世界の珍しい楽器とその演奏者が出場、また最終回では「スーパーマン・チャンピオン大会」と銘打ち、それまでの参加者の中から特に強烈な印象を与えた4組が再度出場した。その内容は「角材でめった打ちされる人」「焼けたコークスを食べる人」「あらゆる物を一刀両断する人」「腹の上で餅つきをするグループ」だった。

## 出演者
- 司会：牧伸二 - 前番組『勝ち抜きしりとり歌合戦』から引き続き出演。
- 紅組応援団長：愛川ルミ子
- 白組応援団長：林家こん平
- 審査員：富永一朗 - スタジオセットのイラストも担当していた。
- 佐々木久子 - 富永と共に審査代表。
- 電光他：石川達郎
- ホステス：滝川晃子、塚瀬のり子、パトリシア松浦

## ネット局
★印の付く局の放送時間は木曜 19:30 - 20:00（同時ネット）。
- 日本テレビ（制作局）★
- 札幌テレビ：金曜 18:00 - 18:30[1]
- 仙台放送：金曜 18:00 - 18:30[2]
- 静岡放送：日曜 15:45 - 16:15[1]
- 信越放送：日曜 15:45 - 16:15[3]
- 名古屋テレビ：金曜 18:00 - 18:30[4]
- 読売テレビ★[1]
- 広島テレビ：月曜 19:30 - 20:00[1]
- 西日本放送★[1]
- テレビ西日本：金曜 18:00 - 18:30[1]
- 沖縄テレビ：金曜 19:30 - 20:00[5]

## 参考資料
- 下野新聞縮刷版[どれ?]
- 読売新聞縮刷版[どれ?]
- 日本テレビ放送台本 VTR 昭和四十三年五月三十日（木） 放送日 昭和四十三年六月二十日（木）7.30-8.00 PM 三鷹市公会堂 紅白なんでも合戦 No.83 “世界特殊楽器大会”「コンテ」[1] [3] [6]